# برن‌ساید (آریزونا)
برن‌ساید (به انگلیسی: Burnside) یک منطقهٔ مسکونی در ایالات متحده آمریکا است که در شهرستان آپاچی، آریزونا واقع شده‌است. برن‌ساید ۲۴٫۰۲ کیلومتر مربع مساحت و ۳۹٬۵۴۰ نفر جمعیت دارد و ۱٬۹۵۴ متر بالاتر از سطح دریا واقع شده‌است.